# Kara Davud Paša
Kara Davud Paša (1570 – 18. ledna 1623), známý také jako Davud Paša nebo Hain Davud Paša (Davud Paša Zrádce), byl osmanský státník, který se stal velkovezírem Osmanské říše v roce 1622 za vlády svého švagra, sultána Mustafy I.
Narodil se v roce 1570 v Bosně.
Oženil se s dcerou Mehmeda III. a Halime Sultan v roce 1604. Byl jmenován beylerbeyem Rumélie a později vezírem.
Za první vlády Mustafy I. (1617–1618) se stal kapitánem loďstva.
Velkovezírem byl zvolen 20. května 1622 díky tchyni Halime Sultan. Postaral se o vraždu sultána Osmana II. V červnu téhož roku byl sesazen z trůnu, s následným mučením a popravou. Členové armády a lidé, kteří mu při vraždě pomáhali, byli popraveni různými metodami společně s ním.

## V populární kultuře
Postava Kary Davuda Paši se objevila v seriálu Muhteşem Yüzyıl: Kösem, kde jej ztvárnil herec Mustafa Üstündağ.